# Schamyl Björling

John Schamyl Björling, porträtt målat av Hilma af Klint 1928

John Schamyl Björling, född den 3 juli 1861 i Stockholm, död där den 13 juni 1937, var en svensk navigationsskoleföreståndare. Han var halvbror till Johan Alfred Björling.
Efter studier vid Katarina läroverk avlade Björling styrmansexamen 1878, sjökaptens- och ångfartygsbefälhavarexamen 1882, navigationsskoleföreståndarexamen 1887 och 1892. Han var befälhavare på handelsfartyg 1883–1884, lärare vid navigationsskolan i Stockholm 1884–1889, föreståndare för navigationsskolan i Visby 1889–1892, för den i Västervik 1892–1902, för den i Malmö 1902–1912 och för den i Stockholm 1912–1926. Björling blev riddare av Vasaorden 1904. Han vilar på Norra begravningsplatsen utanför Stockholm.